# Desa Dasuk Timur
Desa Dasuk Timur är en administrativ by i Indonesien.   Den ligger i provinsen Jawa Timur, i den västra delen av landet, 800 km öster om huvudstaden Jakarta. Desa Dasuk Timur ligger på ön Madura.